# Campeonato Europeo de Atletismo en Pista Cubierta de 2015
El XXXIII Campeonato Europeo de Atletismo en Pista Cubierta se celebró en Praga (República Checa) entre el 5 y el 8 de marzo de 2015 bajo la organización de la Asociación Europea de Atletismo (AEA) y la Federación Checa de Atletismo.
Las competiciones se realizaron en la O2 Arena de la capital checa.

## Resultados

### Masculino
| Evento                    | Oro                                                                                  | Plata                                                                                | Bronce                                                                              |
| ------------------------- | ------------------------------------------------------------------------------------ | ------------------------------------------------------------------------------------ | ----------------------------------------------------------------------------------- |
| 60 m (08.03)              | Richard Kilty Reino Unido 6,51 s                                                     | Christian Blum · Alemania · 6,58 s                                                   | Julian Reus · Alemania · 6,60 s                                                     |
| 400 m (07.03)             | Pavel Maslák · República Checa · 45,33                                               | Dylan Borlée · Bélgica · 46,25                                                       | Rafał Omelko · Polonia · 46,26                                                      |
| 800 m (08.03)             | Marcin Lewandowski · Polonia · 1:46,67                                               | Mark English Irlanda 1:47,20                                                         | Thijmen Kupers · Países Bajos · 1:47,25                                             |
| 1500 m (08.03)            | Jakub Holuša · República Checa · 3:37,68                                             | Ilham Tanui Özbilen Turquía 3:37,74                                                  | Chris O'Hare Reino Unido 3:38,96                                                    |
| 3000 m (07.03)            | Ali Kaya Turquía 7:38,22                                                             | Lee Emanuel Reino Unido 7:44,48                                                      | Henrik Ingebrigtsen · Noruega · 7:45,54                                             |
| 60 m vallas (06.03)       | Pascal Martinot-Lagarde Francia 7,49                                                 | Dimitri Bascou Francia 7,50                                                          | Wilhem Belocian Francia 7,52                                                        |
| 4 × 400 m (08.03)         | Bélgica · Julien Watrin · Dylan Borlée · Jonathan Borlée · Kevin Borlée · 3:02,87 RE | Polonia · Karol Zalewski · Rafał Omelko · Łukasz Krawczuk · Jakub Krzewina · 3:02,97 | República Checa · Daniel Němeček · Patrik Šorm · Jan Tesař · Pavel Maslák · 3:04,09 |
| Salto de altura (08.03)   | Daniil Tsyplakov · Rusia · 2,31 m                                                    | Silvano Chesani · Italia · Antonios Mástoras · Grecia · 2,31 m                       | —                                                                                   |
| Salto con pértiga (07.03) | Renaud Lavillenie Francia 6,04                                                       | Alexandr Gripich · Rusia · 5,85                                                      | Piotr Lisek · Polonia · 5,85                                                        |
| Salto de longitud (06.03) | Michel Tornéus · Suecia · 8,30                                                       | Radek Juška · República Checa · 8,10                                                 | Andreas Otterling · Suecia · 8,06                                                   |
| Triple salto (07.03)      | Nelson Évora Portugal 17,21                                                          | Pablo Torrijos · España · 17,04                                                      | Marian Oprea · Rumania · 16,91                                                      |
| Peso (06.03)              | David Storl · Alemania · 21,23                                                       | Asmir Kolašinac Serbia 20,90                                                         | Ladislav Prášil · República Checa · 20,66                                           |
| Heptatlón (08.03)         | Ilia Shkureniov · Rusia · 6.353 pts.                                                 | Arthur Abele · Alemania · 6.279 pts.                                                 | Eelco Sintnicolaas · Países Bajos · 6.185 pts.                                      |

- RE – récord europeo.

### Femenino
| Evento                    | Oro                                                                          | Plata                                                                            | Bronce                                                                                      |
| ------------------------- | ---------------------------------------------------------------------------- | -------------------------------------------------------------------------------- | ------------------------------------------------------------------------------------------- |
| 60 m (08.03)              | Dafne Schippers · Países Bajos · 7,05 s                                      | Dina Asher-Smith Reino Unido 7,08 s                                              | Verena Sailer · Alemania · 7,09 s                                                           |
| 400 m (07.03)             | Nataliya Pyhyda · Ucrania · 51,96                                            | Indira Terrero · España · 52,63                                                  | Seren Bundy-Davies Reino Unido 52,64                                                        |
| 800 m (08.03)             | Selina Büchel · Suiza · 2:01,95                                              | Nataliya Lupu · Ucrania · 2:02,25                                                | Joanna Jóźwik · Polonia · 2:02,45                                                           |
| 1500 m (08.03)            | Sifan Hassan · Países Bajos · 4:09,04                                        | Angelika Cichocka · Polonia · 4:10,53                                            | Federica Del Buono · Italia · 4:11,61                                                       |
| 3000 m (07.03)            | Yelena Korobkina · Rusia · 8:47,62                                           | Sviatlana Kudzelich · Bielorrusia · 8:48,02                                      | Maureen Koster · Países Bajos · 8:51,64                                                     |
| 60 m vallas (06.03)       | Alina Talai · Bielorrusia · 7,85                                             | Lucy Hatton Reino Unido 7,90                                                     | Serita Solomon Reino Unido 7,93                                                             |
| 4 × 400 m (08.03)         | Francia Floria Gueï Elea-Mariama Diarra Agnes Raharolahy Marie Gayot 3:31,61 | Reino Unido Kelly Massey Seren Bundy-Davies Laura Maddox Kirsten McAslan 3:31,79 | Polonia · Joanna Linkiewicz · Małgorzata Hołub · Monika Szczęsna · Justyna Święty · 3:31,90 |
| Salto de altura (07.03)   | Mariya Kuchina · Rusia · 1,97 m                                              | Alessia Trost · Italia · 1,97 m                                                  | Kamila Lićwinko · Polonia · 1,94 m                                                          |
| Salto con pértiga (08.03) | Anzhelika Sidorova · Rusia · 4,80                                            | Ekaterini Stefanidi · Grecia · 4,75                                              | Angelica Bengtsson · Suecia · 4,70                                                          |
| Salto de longitud (07.03) | Ivana Španović Serbia 6,98                                                   | Sosthene Taroum Moguenara · Alemania · 6,83                                      | Florentina Marincu · Rumania · 6,79                                                         |
| Triple salto (08.03)      | Yekaterina Koneva · Rusia · 14,69                                            | Gabriela Petrova Bulgaria 14,52                                                  | Hanna Kniazieva Israel 14,49                                                                |
| Peso (07.03)              | Anita Márton · Hungría · 19,23                                               | Yuliya Leantsiuk · Bielorrusia · 18,47                                           | Radoslava Mavrodieva Bulgaria 17,80                                                         |
| Pentatlón (06.03)         | Katarina Johnson-Thompson Reino Unido 5000 pts.                              | Nafissatou Thiam · Bélgica · 4.696 pts.                                          | Eliška Klučinová · República Checa · 4.687 pts.                                             |

1. ↑  Descalificación por dopaje de la medallista de plata, la rusa Yekaterina Poistogova.

## Medallero
| Núm. | País            | Oro | Plata | Bronce | Total |
| ---- | --------------- | --- | ----- | ------ | ----- |
| 1    | Rusia           | 6   | 1     | 0      | 7     |
| 2    | Francia         | 3   | 1     | 1      | 5     |
| 3    | Reino Unido     | 2   | 4     | 3      | 9     |
| 4    | República Checa | 2   | 1     | 3      | 6     |
| 5    | Países Bajos    | 2   | 0     | 3      | 5     |
| 6    | Alemania        | 1   | 3     | 2      | 6     |
| 7    | Polonia         | 1   | 2     | 5      | 8     |
| 8    | Bélgica         | 1   | 2     | 0      | 3     |
| 8    | Bielorrusia     | 1   | 2     | 0      | 3     |
| 10   | Serbia          | 1   | 1     | 0      | 2     |
| 10   | Turquía         | 1   | 1     | 0      | 2     |
| 10   | Ucrania         | 1   | 1     | 0      | 2     |
| 13   | Suecia          | 1   | 0     | 2      | 3     |
| 14   | Hungría         | 1   | 0     | 0      | 1     |
| 14   | Portugal        | 1   | 0     | 0      | 1     |
| 14   | Suiza           | 1   | 0     | 0      | 1     |
| 17   | Italia          | 0   | 2     | 1      | 3     |
| 18   | España          | 0   | 2     | 0      | 2     |
| 18   | Grecia          | 0   | 2     | 0      | 2     |
| 20   | Bulgaria        | 0   | 1     | 1      | 2     |
| 21   | Irlanda         | 0   | 1     | 0      | 1     |
| 22   | Rumania         | 0   | 0     | 2      | 2     |
| 23   | Israel          | 0   | 0     | 1      | 1     |
| 23   | Noruega         | 0   | 0     | 1      | 1     |
|      | TOTAL           | 26  | 27    | 25     | 78    |